# Mistrzostwa Świata w Biathlonie 2021
52. Mistrzostwa Świata w Biathlonie odbyły się w dniach 10–21 lutego 2021 roku w słoweńskiej Pokljuce. Były to czwarte mistrzostwa świata w biathlonie rozgrywane w tej miejscowości, jednak dopiero drugie, w których Pokljuka zorganizowała wszystkie konkurencje – poprzednie takie mistrzostwa odbyły się w 2001 roku. Ponadto Pokljuka była współorganizatorem MŚ 1998 oraz organizowała Mistrzostwa Świata w Biathlonie Sztafet Mieszanych 2006.
Podczas mistrzostw rozegranych zostało dwanaście konkurencji wśród kobiet i mężczyzn: sprint, bieg indywidualny, bieg pościgowy, bieg masowy i sztafeta oraz sztafeta mieszana i pojedyncza sztafeta mieszana.
Pierwotnie gospodarzem imprezy miał być rosyjski Tiumień, jednak po skandalu dopingowym w Rosji IBU zdecydowała o pozbawieniu tego miasta praw do organizacji mistrzostw. We wrześniu 2018 roku prawo organizacji przyznano Pokljuce.
Ze względu na zawieszenie Rosji we wszelkich imprezach sportowych rangi mistrzostw świata (afera dopingowa), reprezentanci rosyjscy wystąpili pod szyldem ekipy „Rosyjskiego Związku Biathlonu” (Russian Biathlon Union), flagą z emblematem związku (pozbawionym elementów narodowych) i skrótem RBU.
W związku z naruszeniem przepisów antydopingowych wyniki Łotysza Andrejsa Rastorgujevsa zostały anulowane.

## Program mistrzostw
| Dzień     | Początek | Konkurencja                  | Liczba uczestników |
| Dzień     | CET      | Konkurencja                  | Liczba uczestników |
| --------- | -------- | ---------------------------- | ------------------ |
| 10 lutego | 15:00    | Sztafeta mieszana            | 4×27               |
| 12 lutego | 14:30    | Sprint mężczyzn              | 104                |
| 13 lutego | 14:30    | Sprint kobiet                | 99                 |
| 14 lutego | 13:15    | Bieg pościgowy mężczyzn      | 59                 |
| 14 lutego | 15:30    | Bieg pościgowy kobiet        | 60                 |
| 16 lutego | 12:05    | Bieg indywidualny kobiet     | 97                 |
| 17 lutego | 14:30    | Bieg indywidualny mężczyzn   | 101                |
| 18 lutego | 15:15    | Pojedyncza sztafeta mieszana | 2×28               |
| 20 lutego | 11:45    | Sztafeta kobiet              | 4×23               |
| 20 lutego | 15:00    | Sztafeta mężczyzn            | 4×27               |
| 21 lutego | 12:30    | Bieg masowy kobiet           | 30                 |
| 21 lutego | 15:15    | Bieg masowy mężczyzn         | 30                 |

## Medaliści i medalistki
| Konkurencja                  | Złoto                                                                                   | Srebro                                                                          | Brąz                                                                                                  | Źr.    |
| ---------------------------- | --------------------------------------------------------------------------------------- | ------------------------------------------------------------------------------- | --- | ------ |
| Sztafeta mieszana            | Norwegia Sturla Lægreid · Johannes Thingnes Bø · Tiril Eckhoff · Marte Olsbu Røiseland  | Austria David Komatz · Simon Eder · Dunja Zdouc · Lisa Hauser                   | Szwecja Sebastian Samuelsson · Martin Ponsiluoma · Linn Persson · Hanna Öberg                         | [ 4 ]  |
| Sprint kobiet                | Tiril Eckhoff                                                                           | Anaïs Chevalier-Bouchet                                                         | Hanna Soła                                                                                            | [ 5 ]  |
| Sprint mężczyzn              | Martin Ponsiluoma                                                                       | Simon Desthieux                                                                 | Émilien Jacquelin                                                                                     | [ 6 ]  |
| Bieg pościgowy kobiet        | Tiril Eckhoff                                                                           | Lisa Hauser                                                                     | Anaïs Chevalier-Bouchet                                                                               | [ 7 ]  |
| Bieg pościgowy mężczyzn      | Émilien Jacquelin                                                                       | Sebastian Samuelsson                                                            | Johannes Thingnes Bø                                                                                  | [ 8 ]  |
| Bieg indywidualny kobiet     | Markéta Davidová                                                                        | Hanna Öberg                                                                     | Ingrid Landmark Tandrevold                                                                            | [ 9 ]  |
| Bieg indywidualny mężczyzn   | Sturla Lægreid                                                                          | Arnd Peiffer                                                                    | Johannes Dale                                                                                         | [ 10 ] |
| Pojedyncza sztafeta mieszana | Francja Antonin Guigonnat · Julia Simon                                                 | Norwegia Johannes Thingnes Bø · Tiril Eckhoff                                   | Szwecja Sebastian Samuelsson · Hanna Öberg                                                            | [ 11 ] |
| Sztafeta kobiet              | Norwegia Ingrid Landmark Tandrevold · Tiril Eckhoff · Ida Lien · Marte Olsbu Røiseland  | Niemcy Vanessa Hinz · Janina Hettich · Denise Herrmann · Franziska Preuß        | Ukraina Anastasija Merkuszyna · Julija Dżima · Darja Błaszko · Ołena Pidhruszna                       | [ 12 ] |
| Sztafeta mężczyzn            | Norwegia Sturla Lægreid · Tarjei Bø · Johannes Thingnes Bø · Vetle Sjåstad Christiansen | Szwecja Peppe Femling · Jesper Nelin · Martin Ponsiluoma · Sebastian Samuelsson | Rosyjski Związek Biathlonu Said Karimułła Chalili Matwiej Jelisiejew Aleksandr Łoginow Eduard Łatypow | [ 13 ] |
| Bieg masowy kobiet           | Lisa Hauser                                                                             | Ingrid Landmark Tandrevold                                                      | Tiril Eckhoff                                                                                         | [ 14 ] |
| Bieg masowy mężczyzn         | Sturla Lægreid                                                                          | Johannes Dale                                                                   | Quentin Fillon Maillet                                                                                | [ 15 ] |

## Tabela medalowa
| #  | Państwo                                       | złoto | srebro | brąz | razem |
| -- | --------------------------------------------- | ----- | ------ | ---- | ----- |
| 1. | Norwegia                                      | 7     | 3      | 4    | 14    |
| 2. | Francja                                       | 2     | 2      | 3    | 7     |
| 3. | Szwecja                                       | 1     | 3      | 2    | 6     |
| 4. | Austria                                       | 1     | 2      | 0    | 3     |
| 5. | Czechy                                        | 1     | 0      | 0    | 1     |
| 6. | Niemcy                                        | 0     | 2      | 0    | 2     |
| 7. | Białoruś Ukraina · Rosyjski Związek Biathlonu | 0     | 0      | 1    | 1     |